# Urne de vote
Pour les articles homonymes, voir Urne.

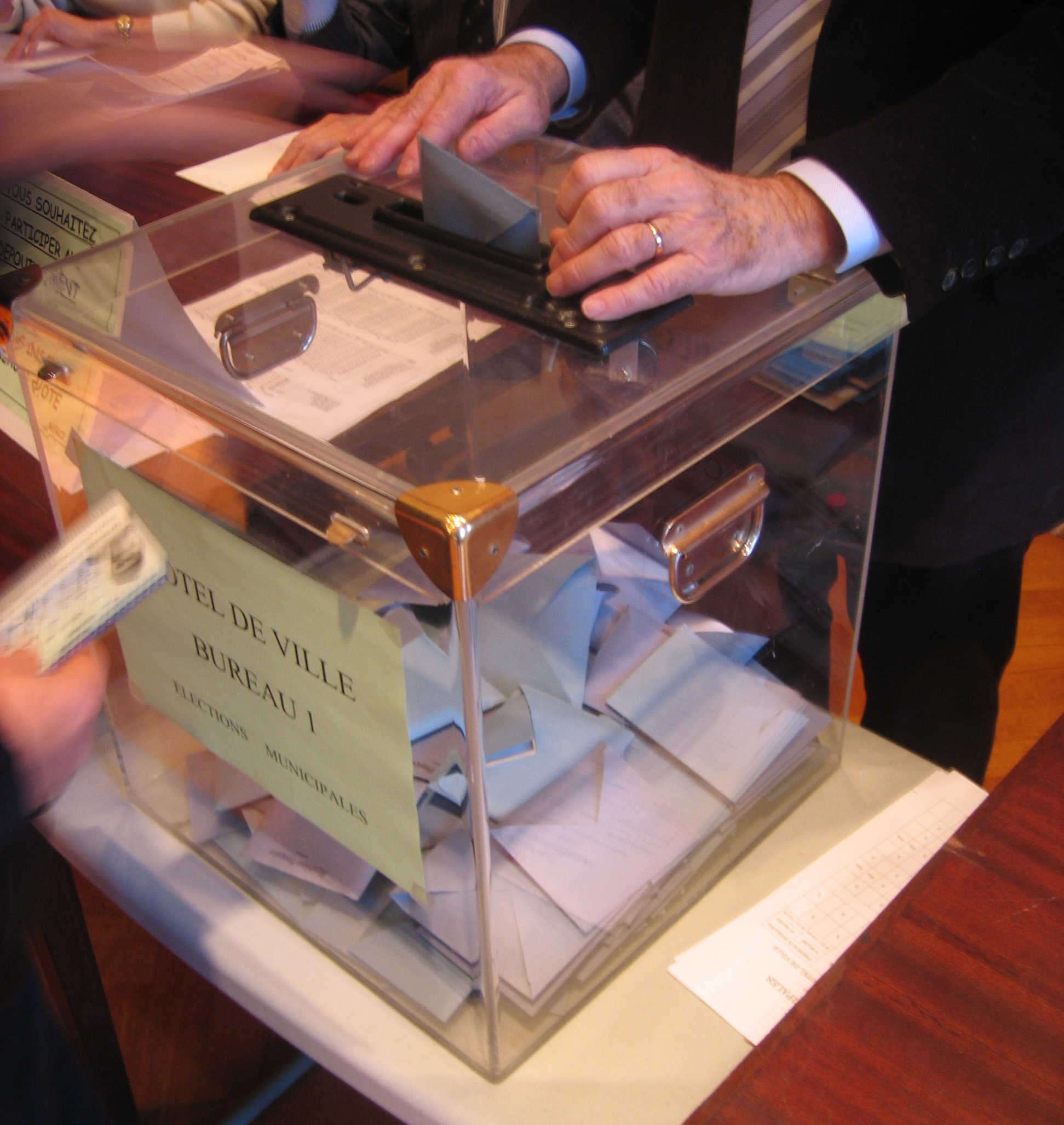
Urne en plastique transparent.

Une urne de vote, parfois aussi appelée urne électorale dans le cadre d'une élection ou boîte de scrutin au Canada, est un récipient utilisé lors des scrutins au suffrage universel pour recevoir des bulletins de vote secrets.
À l'époque de la Grèce antique, les urnes étaient des amphores opaques, emplies de jetons.

## Description
Si elle est destinée à recevoir des bulletins de vote papier, sa conception permet que le bulletin ne puisse entrer dans l'urne qu’après validation à l'aide d'une manette généralement. Elle peut prendre différentes formes :
- Elle peut être construite en plastique transparent ce qui permet aux assesseurs de constater qu'elle est bien vide au début du scrutin.
- Les modèles les plus récents peuvent être équipés d'un compteur qui permet de compter chaque bulletin ou chaque enveloppe accepté.

Par analogie, on appelle également urne l'équipement électronique qui permet de recevoir et comptabiliser des bulletins de vote dématérialisés dans le cadre du vote électronique.

## Utilisation
L'urne se trouve généralement dans le bureau de vote, mais dans certains pays, notamment en Irlande et en Russie, elle peut être transportée au domicile des électeurs qui sont dans l'incapacité de se déplacer pour aller voter.
Au terme du scrutin, et selon les pays, l'urne est soit transportée dans un centre unique où tous les bulletins de vote sont collectés pour être décomptés ensemble, soit inventoriée sur place. Dans ce cas chaque bureau proclame un résultat qui devra être additionné à celui des autres bureaux de vote avant la proclamation du résultat final.

## Histoire

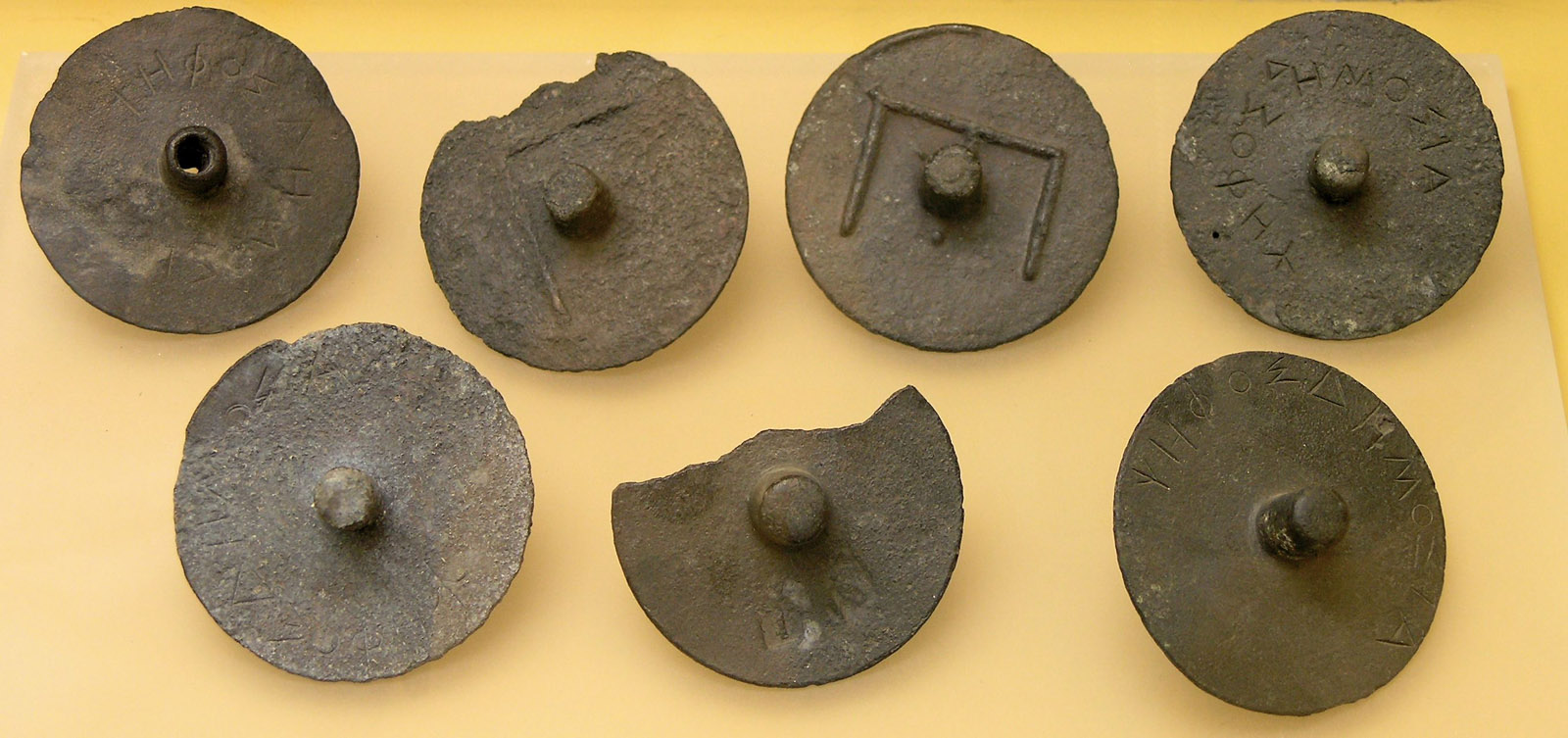
Jetons de vote utilisés par les jurés de l'Héliée, Musée de l'Agora antique d'Athènes

Dans la mythologie grecque, Oreste fut sauvé grâce au vote d'Athéna, d'après le vase Corsini trouvé à Antium, Athéna aurait déposé son vote dans une urne. Dans la Grèce Antique et à Athènes, les urnes servaient également à décider des jugements de justice. Pour cela, deux amphores étaient utilisées : l'une servait à déposer le jeton du vote, l'autre le jeton complémentaire. Cela permettait d'avoir une vérification de cohérence, en comparant les résultats de chacune des deux amphores.
D'après un document disponible au musée du Louvre, il existerait, au musée de Dijon, une coupe grecque attribuée au Peintre du Stieglitz, présentant une scène de vote (Numéro d’envoi Campana 66 et numéro d’inventaire du musée CA 1301).
Au cours de la période moderne, le premier vote à bulletin secret utilisant une urne a eu lieu à Pontefract en 1872[réf. souhaitée].